# Carrie Fisher
Carrie Frances Fisher (Burbank, 21 de outubro de 1956 – Los Angeles, 27 de dezembro de 2016) foi uma atriz, escritora e produtora estadunidense. Era filha do cantor Eddie Fisher e da atriz Debbie Reynolds. Conhecida por interpretar a Princesa Leia na série de filmes de Star Wars. Seus outros papéis incluem Shampoo (1975), The Blues Brothers (1980), Hannah and Her Sisters (1986), The 'burbs (1989) e When Harry Met Sally... (1989).
Fisher escreveu vários romances semi-autobiográficos, incluindo Postcards from the Edge, o roteiro para o filme do livro, uma peça autobiográfica de uma mulher e um livro de não-ficção, Wishful Drinking, baseado na peça. Também trabalhou com outros roteiristas como doutora em roteiros. Em anos posteriores, ela ganhou elogios por falar publicamente sobre suas experiências com transtorno bipolar e toxicodependência.
Fisher e sua mãe aparecem em Bright Lights: Starring Carrie Fisher and Debbie Reynolds, um documentário de 2016 sobre seu relacionamento. Ele estreou no Festival de Cinema de Cannes de 2016.
Fisher faleceu de infarto, aos 60 anos, em 27 de dezembro de 2016, quatro dias depois de passar por esta emergência médica, perto do fim de um voo transatlântico de Londres para Los Angeles.

## Vida pessoal
Carrie Frances Fisher nasceu em Burbank, Califórnia, filha do cantor Eddie Fisher e da atriz Debbie Reynolds. Seu pai era judeu, filho de imigrantes russos e sua mãe, educada na igreja, era filha de escoceses e irlandeses, além de estadunidenses. Seu irmão mais novo é o ator e produtor Todd Fisher e suas meias-irmãs, por parte de pai, são as atrizes Joely Fisher (a Joy do seriado Til Death) e Tricia Leigh Fisher.
Quando Carrie tinha apenas dois anos de idade, seus pais se separaram. Seu pai acabou se casando com Elizabeth Taylor. No ano seguinte, sua mãe se casou com Harry Karl, dono de uma rede de lojas de sapatos.
Em 1973, Carrie se matriculou na London's Central School of Speech and Drama, onde estudou por dezoito meses. Em 1978, foi aceita no Sarah Lawrence College, onde planejava cursar Artes. Entretanto, antes de se formar, ela largou o curso por incompatibilidade de agenda com as filmagens de Star Wars.
De 1983 a 1984 viveu junto com o cantor Paul Simon. Após outros relacionamentos, de 1991 a 1994 morou com o agente de talentos Bryan Lourd. Com ele teve sua única filha, a atriz Billie Lourd, nascida de parto normal, em Los Angeles, em 17 de julho de 1992. Carrie Não voltou a casar-se novamente, e apenas manteve relacionamentos casuais.
Carrie foi uma leitora ávida, desde criança, apelidada pela família como "rato de biblioteca". Passou a infância lendo literatura clássica e escrevendo poesias. Estudou no Beverly Hills High School até os 15 anos, quando debutou como cantora na Broadway com o musical Irene, em 1973.

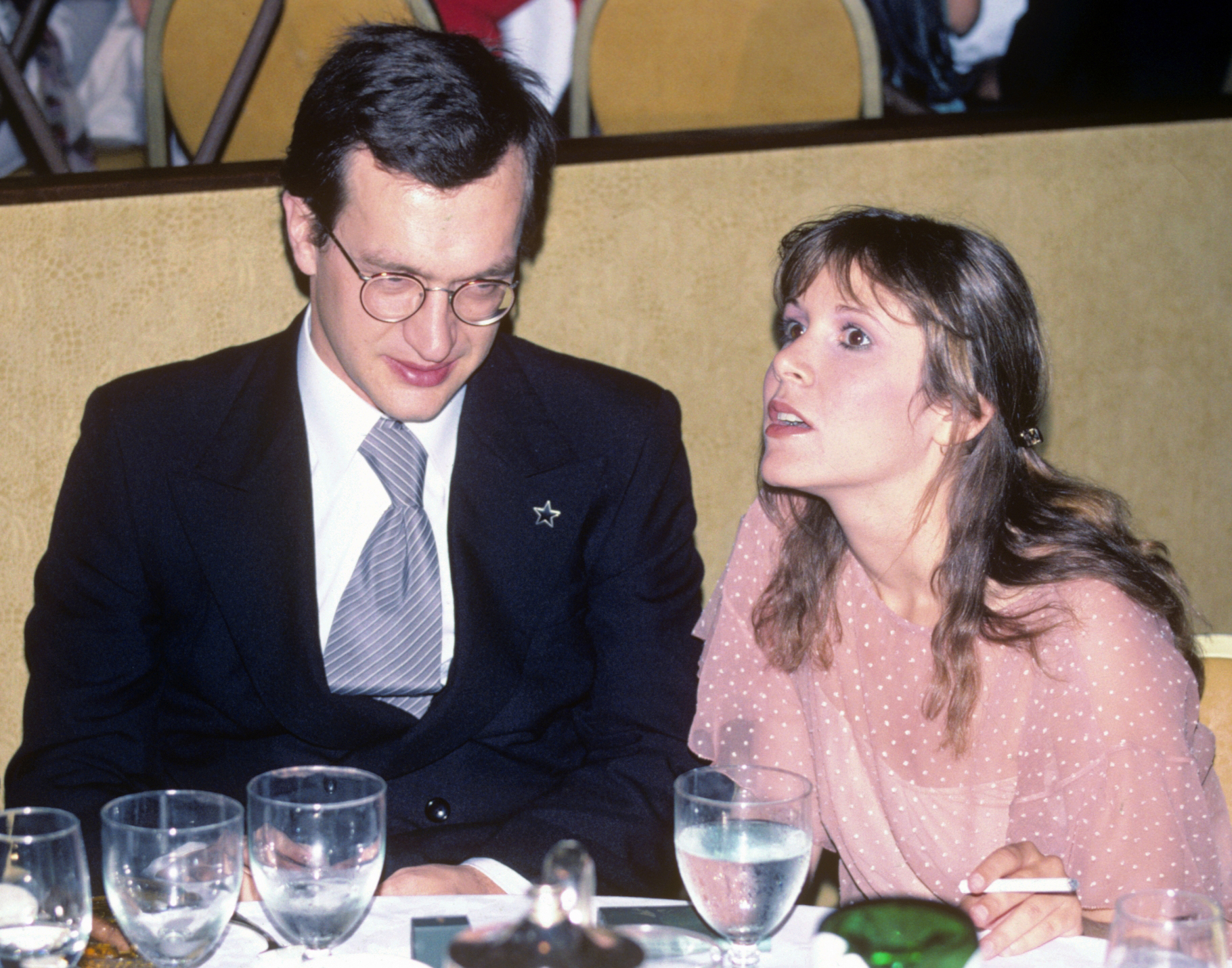
Carrie com Wim Wenders em 1978

Em sua autobiografia de 2016, The Princess Diarist, Carrie revelou que manteve um caso amoroso, que durou três meses, com o ator Harrison Ford, enquanto ele ainda era casado, nas filmagens de Star Wars em 1976.
Quando questionada se manteve uma relação amorosa com o cantor James Blunt, ela disse: "Não aconteceu absolutamente nada".
Em 26 de fevereiro de 2005, o lobista R. Gregory "Greg" Stevens, foi encontrado morto na casa de Carrie Fisher, na Califórnia, devido a uma não diagnosticada doença cardíaca, combinada com uso de cocaína e oxicodona.

### Saúde mental
Em entrevistas, Carrie falou abertamente sobre seu diagnóstico de transtorno bipolar do tipo misto, também tendo desenvolvido síndrome do pânico e depressão, doenças estas que sofria desde o início de sua adolescência. Tudo isto a levou a se viciar em álcool, cigarros, barbitúricos, anfetaminas, ecstasy, LSD, cocaína, heroína, cannabis e haxixe. Mesmo frequentando tratamento psicoterápico e consultas psiquiátricas, e utilizando antidepressivos, ansiolíticos e lítio, tinha constantes  recaídas no vício, inclusive com tentativas de suicídio, pois Carrie sofria com a abstinência, internando-se para tentar livrar-se de sua dependência química, contra a qual lutou até o fim de sua vida.

## Carreira

### 1970

Carrie Fisher como Princesa Leia

Sua estreia no cinema foi com a comédia Shampoo (1975), com Warren Beatty, Julie Christie e Goldie Hawn, com Lee Grant e Jack Warden interpretando os pais de sua personagem. Em 1977, Carrie estreou aquele que a eternizaria no papel da Princesa Leia Organa, em Star Wars, com Mark Hamill e Harrison Ford. Na época, ela acreditava que Star Wars tivesse um roteiro fantástico. Durante as filmagens, ela teve um caso com o ator Harrison Ford, casado na época com Mary Marquardt.
Em 1978, estreou com John Ritter o filme da ABC Leave Yesterday Behind e no fim do mesmo ano esteve em um especial de natal de Star Wars.

### 1980
Carrie trabalhou em The Blues Brothers, mas sem ser creditada no final. Nestas filmagens, o ator Dan Aykroyd salvou a vida de Carrie depois que ela engasgou com uma couve-de-bruxelas.
Trabalhou na Broadway, em 1980, em Censored Scenes from King Kong. No mesmo ano atuou novamente em Star Wars: The Empire Strikes Back. Em 1982, estreou novamente na Broadway com Agnes of God.
Em 1983, voltou mais uma vez para Star Wars, com Return of the Jedi, momento em que posou para a famosa sessão de fotos em que aparece com um biquíni de metal na capa da revista Rolling Stone. O biquíni logo se tornaria um ícone da cultura nerd.
Carrie Fisher é uma das poucas atrizes a atuar em um filme com os dois irmãos John e James Belushi. Em 1986, atuou no filme de Woody Allen, Hannah and her Sisters. Em 1987, publica seu primeiro livro, Postcards from the Edge, uma obra semi-autobiográfica, onde ela satiriza e noveliza sua própria história pessoal, falando do uso de drogas nos anos 1970 e do relacionamento com sua mãe. O livro se tornou um bestseller, e ganhou o prêmio Los Angeles Pen de melhor livro. Ainda em 1987, trabalhou em The Time Guardian, um filme australiano.
Em 1989, atuou em When Harry Met Sally e, com Tom Hanks, em The 'Burbs.

### 1990
Em 1990, a Columbia Pictures lançou a adaptação de seu livro Postcards from the Edge, estrelando Meryl Streep, Shirley MacLaine, e Dennis Quaid. Carrie atuou também na comédia Drop Dead Fred, em 1991 e em Austin Powers: International Man of Mystery (1997) fez a terapeuta familiar que tenta reaproximar o Dr. Evil do filho.
Carrie publicou outros livros, Surrender the Pink (1990) e Delusions of Grandma (1993). Também trabalhou, sem os devidos créditos, em roteiros de filmes como Lethal Weapon 3,  Outbreak e The Wedding Singer.

### 2000
No filme Scream 3 (2000), Carrie interpreta uma atriz confundida com Carrie Fisher. Em 2001, fez uma freira no filme de Kevin Smith, Jay and Silent Bob Strike Back. Estrelou e foi produtora executiva do filme These Old Broads (2001)
Mesmo atuando e roteirizando trabalhos originais, Carrie ficou conhecida em Hollywood por trabalhar nos roteiros de outros escritores. George Lucas a contratou para arrumar os roteiros de The Young Indiana Jones Chronicles.
Carrie escreveu e atuou em sua peça solo Wishful Drinking, em Los Angeles, em 2006. Em 2008, ela lançou o livro com o mesmo nome, baseado na peça e embarcou em um book tour. Em 2009, o audiobook de sua biografia, Wishful Drinking, ganhou uma indicação ao Grammy.

### 2010

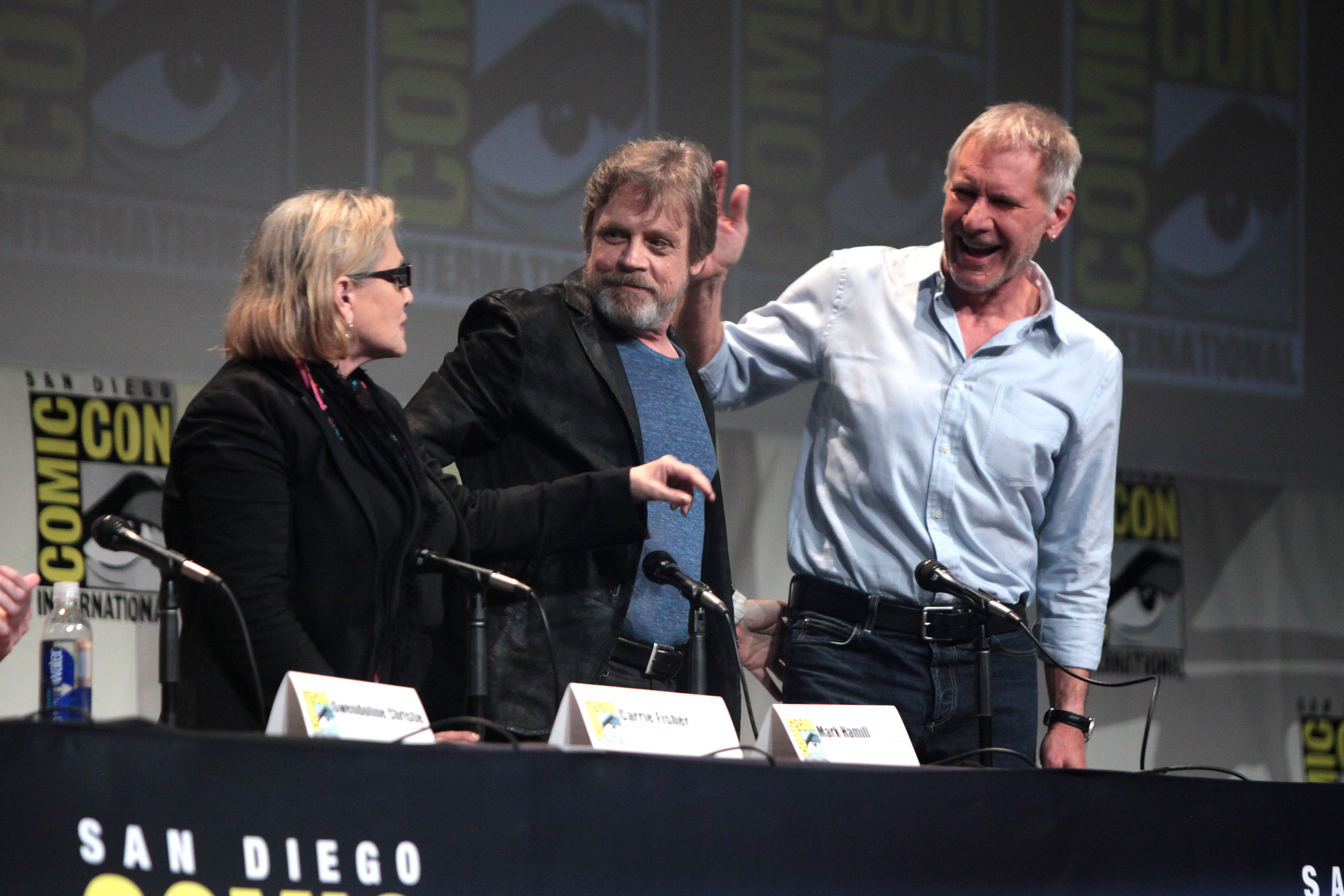
Carrie Fisher, Mark Hamill & Harrison Ford na ComicCon de San Diego, em 2015

Em 2010, HBO transmitiu um documentário baseado na performance de Carrie na peça Wishful Drinking. Atuou na série Entourage, em 2010.

### Retorno aStar Wars
Em uma entrevista em março de 2013, Carrie afirmou que poderia voltar a interpretar Princesa Leia em Star Wars: O Despertar da Força. Chegaram a pensar que era uma brincadeira de Carrie, mas em janeiro de 2014, a atriz confirmou seu envolvimento e o envolvimento dos atores originais no novo filme.
Antes de morrer, Carrie Fisher já havia gravado todas as suas cenas em Star Wars - Episódio VIII, que foi lançado em dezembro de 2017. A atriz também iria participar do Episódio IX, mas em virtude de sua morte inesperada, o roteiro do filme teve de ser refeito.

## Morte

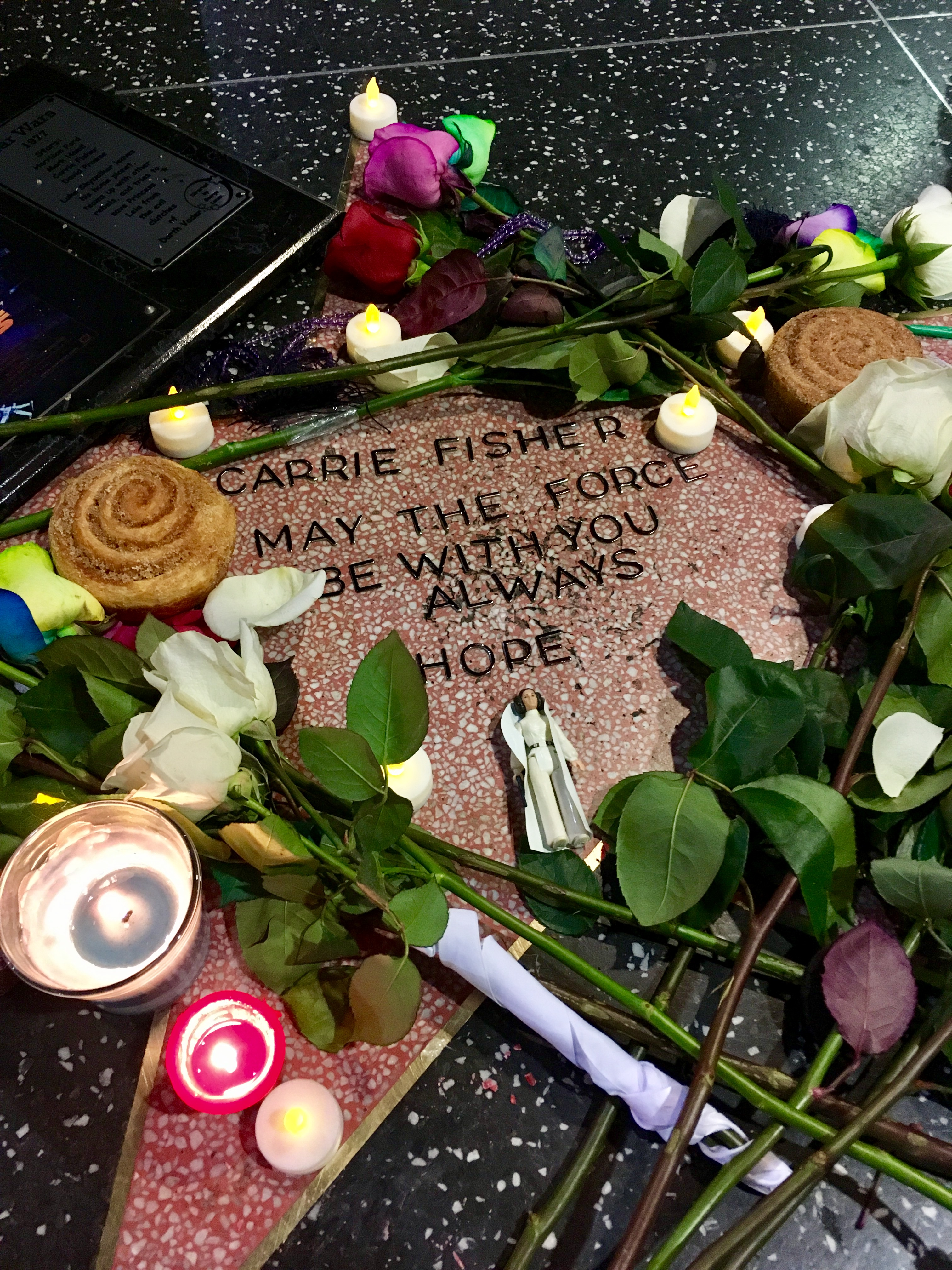
Homenagens para Fisher na estrela da atriz na Calçada da Fama em Hollywood

No dia 23 de dezembro de 2016, Fisher teve um infarto durante um voo de Londres a Los Angeles. Um ator, que estava sentado na poltrona da aeronave ao lado de Carrie Fisher relatou que ela tinha desmaiado e parado de respirar. Ela recebeu tratamento de emergência de passageiros, e no desembarque foi tratada por paramédicos e levada ao Ronald Reagan UCLA Medical Center. Foi relatado que Fisher ficou estável enquanto esteve no hospital, mas Todd Fisher informou mais tarde que ele não poderia classificar a condição de sua irmã, e que ela ainda estava na unidade de cuidados intensivos. Em 25 de dezembro, Debbie Reynolds disse que sua filha estava estável, e que quaisquer atualizações seriam partilhadas pela família.
Fisher, durante sua internação, sofreu um segundo infarto, falecendo em 27 de dezembro de 2016, em Los Angeles, Califórnia. Billie Lourd, filha de Fisher, confirmou que a morte da atriz ocorreu às 8h55. Um porta-voz da família, Simon Halls, anunciou a morte à imprensa pouco depois. Sua mãe, Debbie Reynolds, já com uma idade avançada, não suportou a morte da filha, e faleceu um dia depois, em 28 de dezembro de 2016, após sofrer um derrame cerebral. Carrie foi cremada e suas cinzas foram enterradas no Forest Lawn Memorial Park.
Em 19 de junho de 2017 foi divulgado o relatório médico da autópsia. Os exames comprovaram que Carrie Fisher havia consumido cocaína, heroína e ecstasy pelo menos três dias antes de morrer. Porém, foi relatado que essas substâncias consumidas tão recentemente não tiveram influência direta na morte da atriz, e que seu falecimento provinha de um abuso contínuo de diversas substâncias ao longo da vida.

## Filmografia

### Filme
| Ano  | Título                                                    | Papel                    | Notas                                                |
| ---- | --------------------------------------------------------- | ------------------------ | ---------------------------------------------------- |
| 1975 | Shampoo                                                   | Lorna Karpf              |                                                      |
| 1977 | Star Wars: Episode IV - A New Hope                        | Princesa Leia Organa     |                                                      |
| 1980 | Star Wars: Episode V - The Empire Strikes Back            | Princesa Leia Organa     |                                                      |
| 1980 | The Blues Brothers                                        | Mulher misteriosa        |                                                      |
| 1981 | Under the Rainbow                                         | Annie Clark              |                                                      |
| 1983 | Star Wars: Episode VI - Return of the Jedi                | Princesa Leia Organa     |                                                      |
| 1984 | Garbo Talks                                               | Lisa Rolfe               |                                                      |
| 1985 | The Man with One Red Shoe                                 | Paula                    |                                                      |
| 1986 | Hannah and Her Sisters                                    | April                    |                                                      |
| 1986 | Hollywood Vice Squad                                      | Betty Melton             |                                                      |
| 1987 | Amazon Women on the Moon                                  | Mary Brown               | Segment: "Reckless Youth"                            |
| 1987 | The Time Guardian                                         | Petra                    |                                                      |
| 1988 | Appointment with Death                                    | Nadine Boynton           |                                                      |
| 1989 | The 'Burbs                                                | Carol Peterson           |                                                      |
| 1989 | Loverboy                                                  | Monica Delancy           |                                                      |
| 1989 | She's Back                                                | Beatrice                 |                                                      |
| 1989 | When Harry Met Sally...                                   | Marie                    |                                                      |
| 1990 | Sweet Revenge                                             | Linda                    |                                                      |
| 1990 | Sibling Rivalry                                           | Iris Turner-Hunter       |                                                      |
| 1991 | Drop Dead Fred                                            | Janie                    |                                                      |
| 1991 | Soapdish                                                  | Betsy Faye Sharon        |                                                      |
| 1991 | Hook                                                      | Mulher beijando na ponte | Sem créditos                                         |
| 1992 | This Is My Life                                           | Claudia Curtis           |                                                      |
| 1997 | Austin Powers: International Man of Mystery               | Terapeuta                | Sem créditos                                         |
| 1999 | Return of the Ewok                                        | Ela mesma                | filmado em 1983                                      |
| 2000 | Scream 3                                                  | Bianca                   | Cameo                                                |
| 2000 | Lisa Picard Is Famous                                     | Ela mesma                |                                                      |
| 2001 | Heartbreakers                                             | Ms. Surpin               |                                                      |
| 2001 | Jay and Silent Bob Strike Back                            | Freira                   |                                                      |
| 2002 | A Midsummer Night's Rave                                  | Mãe da Mia               |                                                      |
| 2003 | Charlie's Angels: Full Throttle                           | Madre superiora          |                                                      |
| 2003 | Wonderland                                                | Sally Hansen             |                                                      |
| 2004 | Stateside                                                 | Mrs. Dubois              |                                                      |
| 2005 | Undiscovered                                              | Carrie                   |                                                      |
| 2007 | Suffering Man's Charity                                   | Repórter                 |                                                      |
| 2007 | Cougar Club                                               | Glady Goodbey            |                                                      |
| 2008 | The Women                                                 | Bailey Smith             |                                                      |
| 2009 | Fanboys                                                   | Doctor                   | Cameo appearance                                     |
| 2009 | White Lightnin'                                           | Cilla                    |                                                      |
| 2009 | Sorority Row                                              | Mrs. Crenshaw            |                                                      |
| 2010 | Wishful Drinking                                          | Ela mesma                | Documentário da HBO                                  |
| 2014 | Super Sexy - Baby                                         | Ela mesma                |                                                      |
| 2015 | Star Wars: Episode VII - The Force Awakens                | General Leia Organa      |                                                      |
| 2017 | Bright Lights: Starring Carrie Fisher and Debbie Reynolds | Ela mesma                | Documentário                                         |
| 2017 | Star Wars: Episode VIII - The Last Jedi                   | General Leia Organa      |                                                      |
| 2019 | Wonderwell                                                | Hazel                    | Pós-produção; lançamento póstumo                     |
| 2019 | Star Wars: Episode IX - The Rise of Skywalker             | General Leia Organa      | Pós-produção; imagens de arquivo; lançamento póstumo |

### Televisão
| Ano       | Título                                    | Papel                                            | Notas                                                  |
| --------- | ----------------------------------------- | ------------------------------------------------ | ------------------------------------------------------ |
| 1969      | Debbie Reynolds and the Sound of Children | Girl Scout                                       | Filme para TV                                          |
| 1977      | Come Back, Little Sheba                   | Marie                                            | Drama para TV                                          |
| 1978      | Ringo                                     | Marquine                                         | Filme para TV                                          |
| 1978      | Leave Yesterday Behind                    | Marnie Clarkson                                  | Filme para TV                                          |
| 1978      | Saturday Night Live                       | Ela mesma/Host                                   | Série de TV, episódio: Carrie Fisher                   |
| 1978      | The Star Wars Holiday Special             | Princesa Leia                                    | Filme para TV                                          |
| 1982      | Laverne & Shirley                         | Cathy                                            | Série de TV, episódio: "The Playboy Show"              |
| 1984      | Faerie Tale Theatre                       | Thumbelina                                       | Série de TV, episódio: "Thumbelina"                    |
| 1984      | Frankenstein                              | Elizabeth                                        | Filme para TV                                          |
| 1985      | From Here to Maternity                    | Veronica                                         | Curta para TV                                          |
| 1985      | George Burns Comedy Week                  |                                                  | Série de TV, episódio: "The Couch"                     |
| 1985      | Happily Ever After                        | Alice Conway                                     | Voz, filme para TV                                     |
| 1986      | Liberty                                   | Emma Lazarus                                     | Filme para TV                                          |
| 1986      | Sunday Drive                              | Franny Jessup                                    | Filme para TV                                          |
| 1987      | Amazing Stories                           | Laurie McNamara                                  | Série de TV, episódio: "Gershwin's Trunk"              |
| 1989      | Two Daddies                               | Alice Conway                                     | Voice only, TV movie                                   |
| 1989      | Trying Times                              | Enid                                             | Série de TV, episódio: "Hunger Chic"                   |
| 1995      | Present Tense, Past Perfect               |                                                  | Curta para TV                                          |
| 1995      | Frasier                                   | Phyllis                                          | Série de TV, episódio "Phyllis", voz                   |
| 1995      | Ellen                                     | Ela mesma                                        | Série de TV, episódio: "The Movie Show"                |
| 1997      | Gun                                       | Nancy                                            | Série de TV, episódio: "The Hole"                      |
| 1998      | Dr. Katz, Professional Therapist          | Roz Katz                                         | Série de TV, episódio: "Thanksgiving"                  |
| 2000      | Sex and the City                          | Ela mesma                                        | Série de TV, episódio: "Sex and Another City"          |
| 2001      | These Old Broads                          | Hooker                                           | Filme para TV                                          |
| 2002      | A Nero Wolfe Mystery                      | Ellen Tenzer                                     | Série de TV, episódio em duas partes: "Motherhunt"     |
| 2003      | Good Morning, Miami                       | Judy Silver                                      | Série de TV, episódio: "A Kiss Before Lying"           |
| 2004      | Jack & Bobby                              | Madison Skutcher                                 | Série de TV, episódio: "The First Lady"                |
| 2005      | Smallville                                | Pauline Kahn                                     | Série de TV, episódio: "Thirst"                        |
| 2005      | Romancing the Bride                       | Edwina                                           | Filme para TV                                          |
| 2005–2016 | Family Guy                                | Angela                                           | Série de TV, 20 episódios                              |
| 2007      | Odd Job Jack                              | Dr. Finch                                        | Série de TV, episódio: "The Beauty Beast"              |
| 2007      | Weeds                                     | Celia's attorney                                 | Série de TV, episódio: "The Brick Dance"               |
| 2007      | Side Order of Life                        | Dr. Gilbert                                      | Série de TV, episódio:" Funeral for a Phone"           |
| 2007      | 30 Rock                                   | Rosemary Howard                                  | Série de TV, episódio: "Rosemary's Baby"               |
| 2008      | Robot Chicken: Star Wars Episode II       | Princess Leia, Mon Mothma, Krayt Dragon's Mother | Filme para TV, voz apenas                              |
| 2008      | Bring Back ... Star Wars                  | Ela mesma                                        | Aparição única; episódio para TV                       |
| 2010      | Wright vs. Wrong                          | Joan Harrington                                  | Filme para TV                                          |
| 2010      | Entourage                                 | Anna Fowler                                      | Série de TV, episódio: "Tequila and Coke"              |
| 2010      | Family Guy                                | Mon Mothma                                       | Série de TV, episódio: "It's a Trap", voz apenas       |
| 2010      | A Quiet Word With ...                     | Ela mesma                                        | Série de TV australiana, primeira temporada, episode 2 |
| 2011      | The Talk                                  | Ela mesma                                        | Série de TV, 15 de novembro                            |
| 2012      | It's Christmas, Carol!                    | Eve                                              | Hallmark Filme para TV                                 |
| 2012      | Comedy Central Roast                      | Ela mesma                                        | Episódio: "The Roast of Roseanne Barr"                 |
| 2014      | The Big Bang Theory                       | Ela mesma                                        | "The Convention Conundrum"                             |
| 2014      | Legit                                     | Angela McKinnon                                  | Série de TV, episódio: "Licked"                        |
| 2014      | QI                                        | Ela mesma                                        | Episode: "No L"                                        |
| 2014–2016 | Girlfriends' Guide to Divorce             | Cat                                              | 2 episódios                                            |
| 2015      | Catastrophe                               | Mia                                              | 4 episódios                                            |
| 2015      | The Keith Lemon Sketch Show               | Princesa Leia                                    | Série de TV                                            |

### Vídeojogos
| Ano  | Título                              | Papel         | Notas |
| ---- | ----------------------------------- | ------------- | ----- |
| 1994 | Super Star Wars: Return of the Jedi | Princesa Leia |       |
| 2012 | Dishonored                          | Anunciante    |       |
| 2016 | Lego Star Wars: The Force Awakens   | Princesa Leia |       |

## Prêmios e indicações
| Ano  | Associação         | Categoria                                        | Trabalho                                                           | Resultado |
| ---- | ------------------ | ------------------------------------------------ | ------------------------------------------------------------------ | --------- |
| 1977 | Prêmio Saturno     | Melhor Atriz                                     | Star Wars                                                          | Indicado  |
| 1983 | Prêmio Saturno     | Melhor Atriz                                     | Return of the Jedi                                                 | Indicado  |
| 1990 | Prêmio Saturno     | President's Award                                |                                                                    | Venceu    |
| 1991 | BAFTA Awards       | Melhor Roteiro Adaptado                          | Postcards from the Edge                                            | Indicado  |
| 2008 | Emmy do Primetime  | Melhor Atriz Convidada em Série de Comédia       | 30 Rock                                                            | Indicado  |
| 2010 | Grammy Awards      | Melhor Álbum Falado                              | Wishful Drinking                                                   | Indicado  |
| 2011 | Emmy do Primetime  | Melhor Especial de Variedades, Música ou Comédia | Wishful Drinking (com Sheila Nevins, Fenton Bailey, Randy Barbato) | Indicado  |
| 2016 | Prêmio Saturno     | Melhor Atriz Coadjuvante                         | Star Wars: The Force Awakens                                       | Indicado  |
| 2017 | Hugo Award         | Melhor Obra Relacionada                          | The Princess Diarist                                               | Indicado  |
| 2017 | Emmy do Primetime  | Melhor Atriz Convidada em Série de Comédia       | Catastrophe                                                        | Indicado  |
| 2018 | Grammy Awards      | Melhor Álbum Falado                              | The Princess Diarist                                               | Venceu    |
| 2018 | Prêmio Saturno     | Melhor Atriz Coadjuvante                         | Star Wars: The Last Jedi                                           | Indicado  |
| 2018 | Teen Choice Awards | Atriz de Fantasia Escolhida                      | Star Wars: The Last Jedi                                           | Venceu    |